# گیلژوا
گیلژوا (به صربی: Giljeva) یک کوه در صربستان است که در Sjenica واقع شده‌است. گیلژوا ۱٬۶۱۷ متر بالاتر از سطح دریا واقع شده‌است.